# سمور آبی
سَمورهای آبی (پارسی میانه: اودرَگ) گروهی از جانوران آبزی و نیمه‌آبزی هستند که در زیرخانوادهٔ Lutrinae از خانوادهٔ زیستی راسویان قرار می‌گیرند.
سمورهای آبی از انواع سمور نیستند. هر دو آنها از خانواده راسوها هستند اما سمورها به زیرخانواده Mustelinae تعلق دارند و و به ولورین، گورکن، گورکن عسل‌خوار و راسو نزدیکترند تا به سمورهای آبی.
از نیمه دوم قرن بیستم جمعیت این حیوان بسیار کاهش یافته که دلیل اصلی آن آلودگی آب‌ها به آفت‌کشهایی چون ارگانوکلرین و بیفنیل پلیکلروینه است. تخریب زیستگاه و شکار قانونی و غیرقانونی از دلایل دیگر تهدید شدن این جانور است. البته در سال‌های اخیر در بیشتر قسمت‌های اروپا جمعیت آنها در حال احیاست و در سال ۲۰۱۱ وزارت محیط زیست بریتانیا اعلام کرده که اکنون سمورهای آبی به تمام شهرستان‌های کشور بازگشته‌اند. این احیا بخشی به دلیل ممنوعیت آفت‌کش‌های خطرناکتر است که از سال ۱۹۷۹ در اروپا اعمال شده و بخشی به دلیل بهبود کیفیت آب که به افزایش جمعیت طعمه‌ها منجر شده و بخشی به دلیل محافظت در مقابل شکار.

## گونه‌ها
- شنگ، در اروپا و آسیا. این نوع در ایران و افغانستان نیز یافت می‌شود.
- سمور آبی آمریکای شمالی
- شنگ دریایی

این جانور تقریباً در تمام نقاط دنیا دیده می‌شود. غذای عمدهٔ آن ماهی، صدف، خرچنگ، میگو و در صورتی که مجبور شود حتی موش هم می‌خورد.
در اسفند ماه ۹۷ یک قلاده از آن در یکی از مناطق شوش در حاشیه پارک ملی کرخه که در تصادف جاده ای تلف شده بود توسط محیط بانان اداره حفاظت محیط زیست پارک ملی کرخه مشاهده شد و جهت بررسی بیشتر منتقل شد.